# Leonas Apšega
Leonas Apšega (*  10. Dezember 1940 in Kinderiai, Rajongemeinde Kupiškis) ist ein litauischer Politiker.

## Leben
Ab 1947 lernte Apšega in Gaigaliai und  1959 in Šimoniai bei Kupiškis. 1962 absolvierte er  das Technikum für Hydromelioration in Panevėžys und 1987 das Diplomstudium der Hydrotechnik an der Landwirtschaftsakademie.
Von 1962 bis 1963 arbeitete er in Vievis. Von 1963 bis 1966 leistete er den Armeedienst. Von 1968 bis 1987 war er Vorsitzender  der Kolchose in Žaideliai. Von 1990 bis 1992 war er Mitglied des Seimas. Von 1992 bis 1995 war er erster stellv. Bürgermeister und von 1997 bis 2007 Bürgermeister der Rajongemeinde Kupiškis. 

## Quelle
- 2011 m. Lietuvos savivaldybių tarybų rinkimai (Lebenslauf)

| Personendaten    | Personendaten         |
| ---------------- | --------------------- |
| NAME             | Apšega, Leonas        |
| KURZBESCHREIBUNG | litauischer Politiker |
| GEBURTSDATUM     | 10. Dezember 1940     |
| GEBURTSORT       | Kinderiai             |